# Patke selice
Patke selice (eng. Migration) američki je računalno-animirani pustolovni film iz 2023. godine redatelja Benjamina Rennera i scenarista Mikea Whitea. Film su proizveli Universal Pictures i Illumination.

## Hrvatska sinkronizacija
| Ime       | Engleska inačica   | Hrvatska inačica |
| --------- | ------------------ | ---------------- |
| Mack      | Kumail Nanjiani    | Ozren Grabarić   |
| Pam       | Elizabeth Banks    | Dijana Vidušin   |
| Dax       | Caspar Jennings    | Ruben Carović    |
| Gwen      | Tresi Gazal        | Luna Baučić      |
| Tikva     | Awkwafina          | Ana Begić        |
| Delroy    | Keegan-Michael Key | Ivan Šarić       |
| Ujak Dado | Danny DeVito       | Ervin Baučić     |
| Helena    | Carol Kane         | Ivana Bakarić    |
| GooGoo    | David Mitchell     | Dražen Bratulić  |

### Ostali glasovi
- Dora Jakobović
- Kristina Habuš
- Lana Blaće
- Dino Antonić
- Boris Barberić
- Marko Juraga

### Sinkronizacija
- Sinkronizacija: Rubikon Sound Factory
- Redatelj dijaloga: Marko Juraga
- Prijevod i adaptacija: Dora Jakobović

## Vanjske poveznice
- Patke selice u internetskoj bazi filmova IMDb-a (engl.)
- Patke selice na Rotten Tomatoes (engl.)